# Dammtjärnen (Arvidsjaurs socken, Lappland, 729803-167059)
Dammtjärnen är en sjö i Arvidsjaurs kommun i Lappland och ingår i Piteälvens huvudavrinningsområde. Dammtjärnen ligger i Piteälven Natura 2000-område.